# Leymus innovatus
Leymus innovatus là một loài thực vật có hoa trong họ Hòa thảo. Loài này được (Beal) Pilg. mô tả khoa học đầu tiên năm 1947.